# Ministro principal de Escocia
El ministro principal de Escocia, también llamado primer ministro, formalmente primer ministro y guardián del sello escocés, es el jefe político de Escocia y la cabeza del Gobierno de Escocia.
Entre sus funciones se encuentra la representación de Escocia. Es un miembro del Parlamento Escocés y es elegido por este antes de ser oficialmente designado por el monarca. Además, es el encargado de nombrar a los demás ministros.
John Swinney es actualmente el primer ministro de Escocia.

## Historia
Después del referéndum de 1997, en el cual el electorado de Escocia dio su consentimiento, el gobierno del Partido Laborista de Tony Blair estableció el Parlamento de Escocia y "devolvió" el Gobierno de Escocia. El proceso fue conocido como devolución (en inglés devolution) y le dio a Escocia cierta autonomía en asuntos domésticos, tal como la salud, educación y justicia. La devolución resultó en cambios administrativos y legislativos en la forma que Escocia era gobernada, y derivó en el establecimiento del cargo del Ministro Principal como cabeza del Gobierno de Escocia. El término "Ministro Principal" es análogo al uso de premier o gobernador que denotan las cabezas de gobierno en entidades subnacionales, tal como las provincias y territorios de Canadá, provincias de Sudáfrica, los estados y territorios de Australia, y cada estado de Estados Unidos. 
Antes de la devolución, las funciones del ministro principal eran ejercidas por el secretario de Estado para Escocia, quien encabezaba la Oficina de Escocia, la cual era un departamento dependiente del Gobierno del Reino Unido y que existió entre 1885 y 1999. El secretario de Estado era miembro del Gabinete Británico y designado por el primer ministro del Reino Unido. Desde 1999, el secretario de Estado ha sufrido una disminución de su rol debido a la transferencia de responsabilidades al Parlamento y al Gobierno de Escocia.

## Personas que ocuparon el cargo
| Ministros principales de Escocia | Ministros principales de Escocia | Ministros principales de Escocia | Ministros principales de Escocia | Ministros principales de Escocia | Ministros principales de Escocia | Ministros principales de Escocia | Ministros principales de Escocia | Ministros principales de Escocia         |
| N.º                              | Gabinete                         | Ministro principal               | Ministro principal               | Ministro principal               | Inicio                           | Fin                              | Partido                          | Notas                                    |
| -------------------------------- | -------------------------------- | -------------------------------- | -------------------------------- | -------------------------------- | -------------------------------- | -------------------------------- | -------------------------------- | ---------------------------------------- |
| I                                | Dewar                            |                                  |                                  | Donald Dewar                     | 17 de mayo de 1999               | 11 de octubre de 2000            | Laborista                        | Muerto en el cargo por causas naturales. |
| -                                | -                                |                                  |                                  | Jim Wallace                      | 11 de octubre de 2000            | 27 de octubre de 2000            | LD                               | Interino                                 |
| II                               | McLeish                          |                                  |                                  | Henry McLeish                    | 27 de octubre de 2000            | 8 de noviembre de 2001           | Laborista                        | Dimitió                                  |
| -                                | -                                |                                  |                                  | Jim Wallace                      | 8 de noviembre de 2001           | 27 de noviembre de 2001          | LD                               | Interino                                 |
| III                              | McConnell I                      |                                  |                                  | Jack McConnell                   | 27 de noviembre de 2001          | 16 de mayo de 2007               | Laborista                        | Perdió las elecciones                    |
| III                              | McConnell II                     |                                  |                                  | Jack McConnell                   | 27 de noviembre de 2001          | 16 de mayo de 2007               | Laborista                        | Perdió las elecciones                    |
| IV                               | Salmond I                        |                                  |                                  | Alex Salmond                     | 17 de mayo de 2007               | 18 de noviembre de 2014          | SNP                              | Dimitió                                  |
| IV                               | Salmond II                       |                                  |                                  | Alex Salmond                     | 17 de mayo de 2007               | 18 de noviembre de 2014          | SNP                              | Dimitió                                  |
| V                                | Sturgeon I                       |                                  |                                  | Nicola Sturgeon                  | 20 de noviembre de 2014          | 28 de marzo de 2023              | SNP                              | Dimitió                                  |
| V                                | Sturgeon II                      |                                  |                                  | Nicola Sturgeon                  | 20 de noviembre de 2014          | 28 de marzo de 2023              | SNP                              | Dimitió                                  |
| V                                | Sturgeon III                     |                                  |                                  | Nicola Sturgeon                  | 20 de noviembre de 2014          | 28 de marzo de 2023              | SNP                              | Dimitió                                  |
| VI                               | Yousaf                           |                                  |                                  | Humza Yousaf                     | 29 de marzo de 2023              | 7 de mayo de 2024                | SNP                              | Dimitió                                  |
| VI                               | Yousaf II                        |                                  |                                  | Humza Yousaf                     | 29 de marzo de 2023              | 7 de mayo de 2024                | SNP                              | Dimitió                                  |
| VII                              | Swinney                          |                                  |                                  | John Swinney                     | 8 de mayo de 2024                | En el Cargo                      | SNP                              |                                          |